# Museo Louisiana de arte moderno

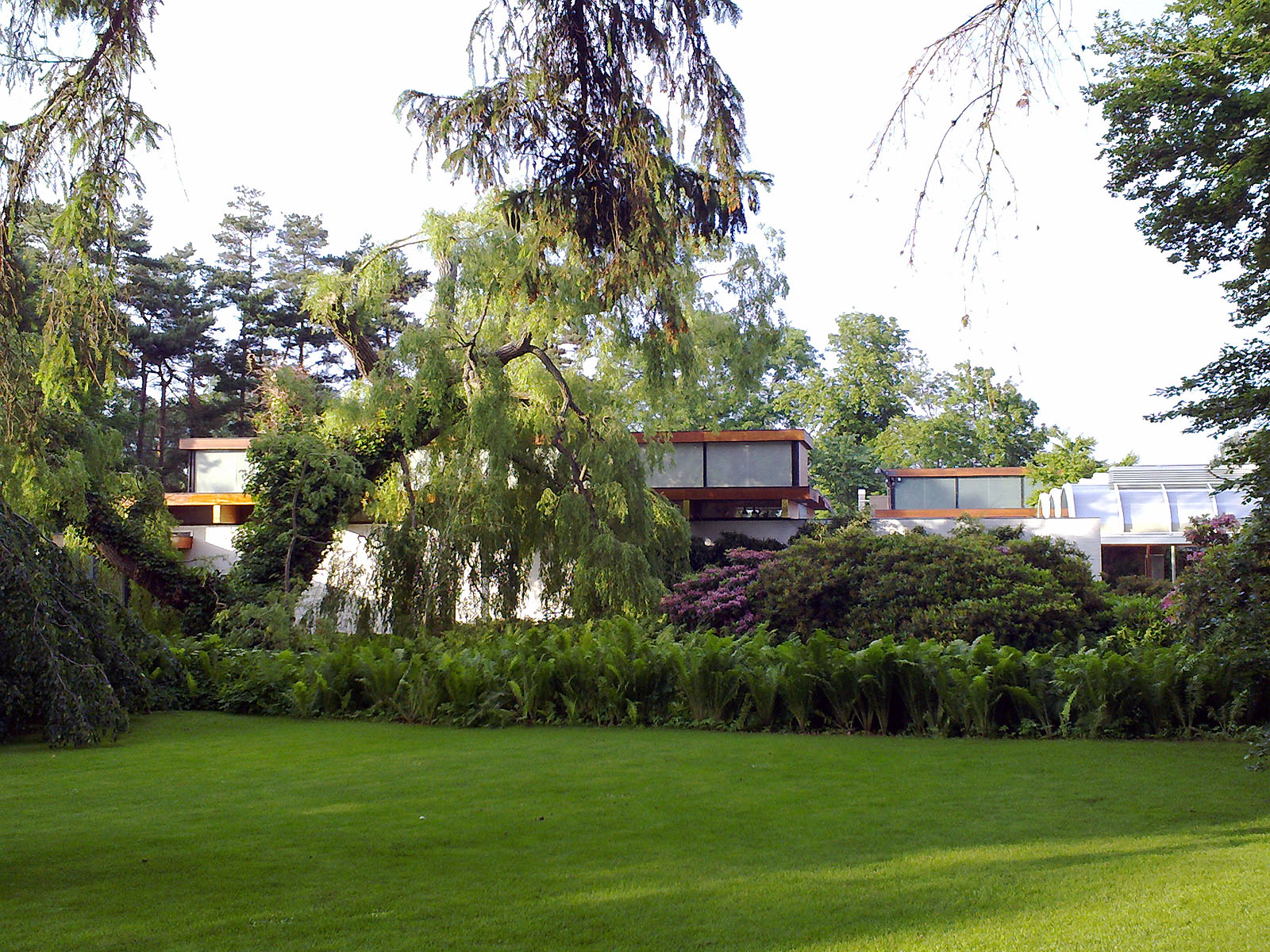
Vista del museo

El museo Louisiana de arte moderno está situado en la costa norte de la isla de Zelanda, cerca de Copenhague, Dinamarca, en lo que antes era un parque. Fue fundado en 1958 por Knud W. Jensen como una institución pública independiente.
Uno de sus puntos clave es que combina las muestras de arte moderno con la arquitectura del museo y el paisaje alrededor, encontrándose muchas de las esculturas al aire libre, así como su situación estratégica junto a la costa, desde donde puede verse Suecia a la otra orilla.

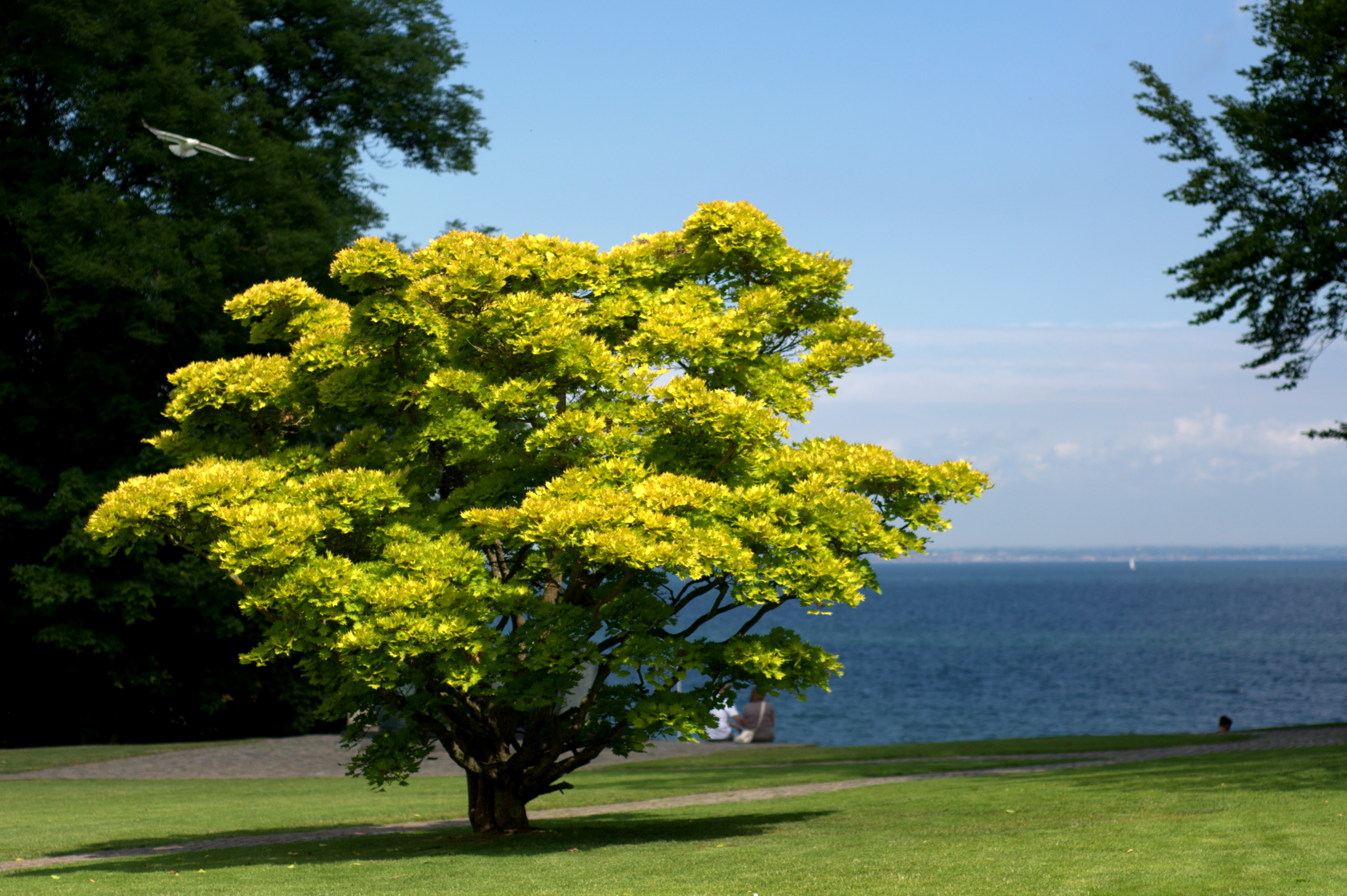
Louisiana Museum of Modern Art, Humlebaek.

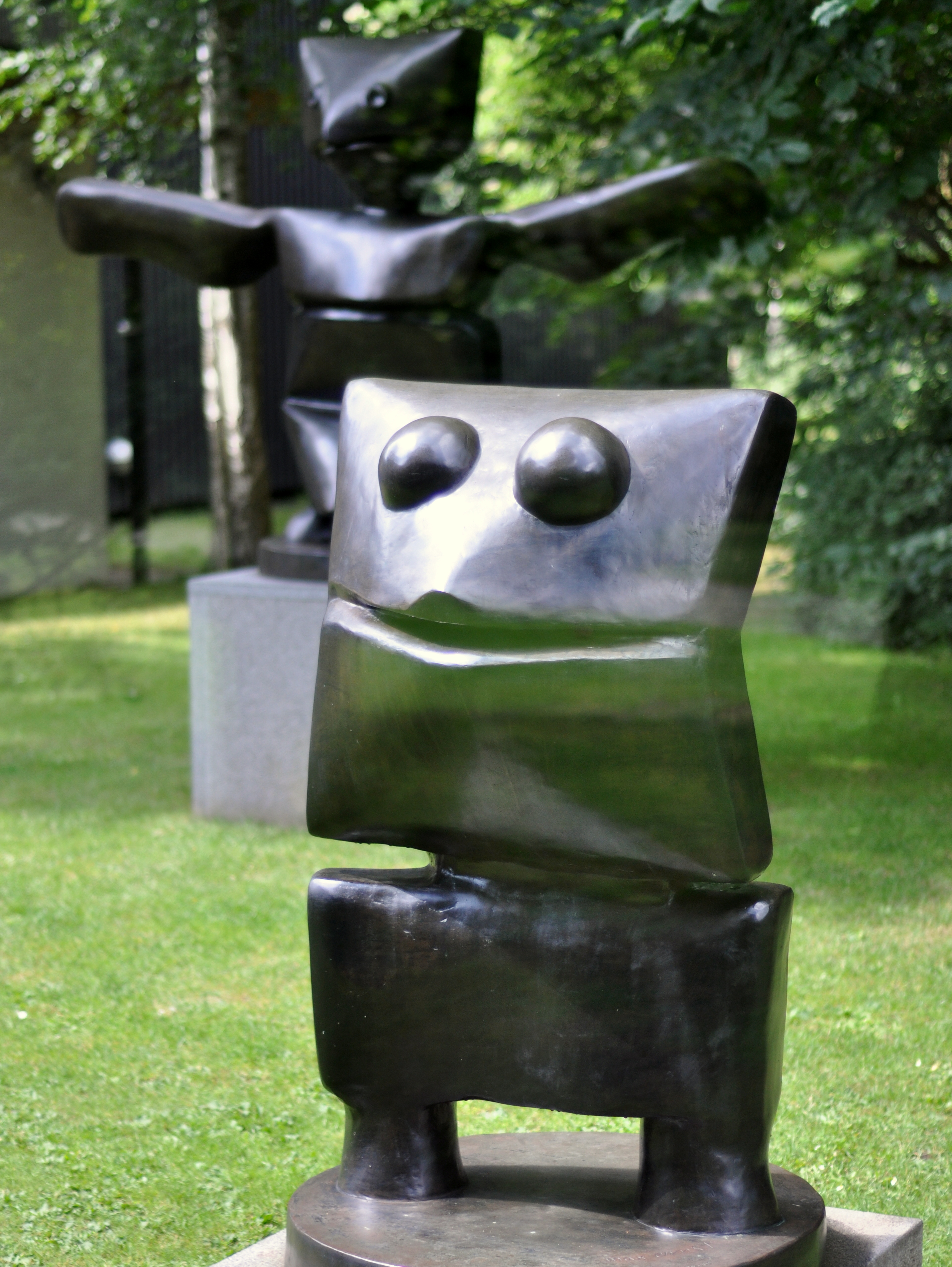
Louisiana Museum of Modern Art, Humlebaek.

## Historia
El nombre del museo proviene del primer propietario de la propiedad, Alexander Brun, quien nombró a la villa así por sus tres esposas, todas llamadas Louise. El museo fue creado en 1958 por Knud W. Jensen, el propietario en ese momento. Se puso en contacto con los arquitectos Vilhelm Wohlert y Jørgen Bo, quienes pasaron unos meses paseando por la propiedad antes de decidir cómo una nueva construcción se ajustaría mejor al paisaje. Este estudio dio como resultado la primera versión del museo que consta de tres edificios conectados por corredores de vidrio. Desde entonces, se ha ampliado varias veces hasta alcanzar su actual forma circular en 1991. Partiendo de la villa preexistente, en la que se sitúa la entrada del museo, se hace un recorrido que conduce al visitante a través de los árboles y el paisaje, a la vez que disfruta de la contemplación de la obras expuestas.
Desde el punto de vista arquitectónico la sección, y altura, de los corredores y las salas están dimensionadas más según una tipología doméstica que como un museo público. Se pueden apreciar influencias de la obra residencial de Richard Neutra, Marcel Breuer o Craig Ellwood. El Louisiana puede considerarse una obra de arquitectura total en la que el edificio, lo que contiene y su entorno se relacionan de una manera totalmente satisfactoria. 
A fines de noviembre de 2012, el Louisiana Museum of Modern Art lanzó Louisiana Channel, un canal de televisión en línea que contribuyó al desarrollo del museo como una plataforma cultural.
En 2013, el departamento de música del museo lanzó Louisiana Music, una página web dedicada a los vídeos musicales producidos por el museo en colaboración con músicos de fama mundial.
El museo ocasionalmente también celebra exposiciones de las obras de grandes artistas impresionistas y expresionistas, p.e. Claude Monet fue el foco de una gran exposición en 1994.
El museo está incluido en el libro de Patricia Schultz 1,000 Places to See Before You Die y ocupa el lugar 85 en una lista de los museos de arte más visitados del mundo (2011).

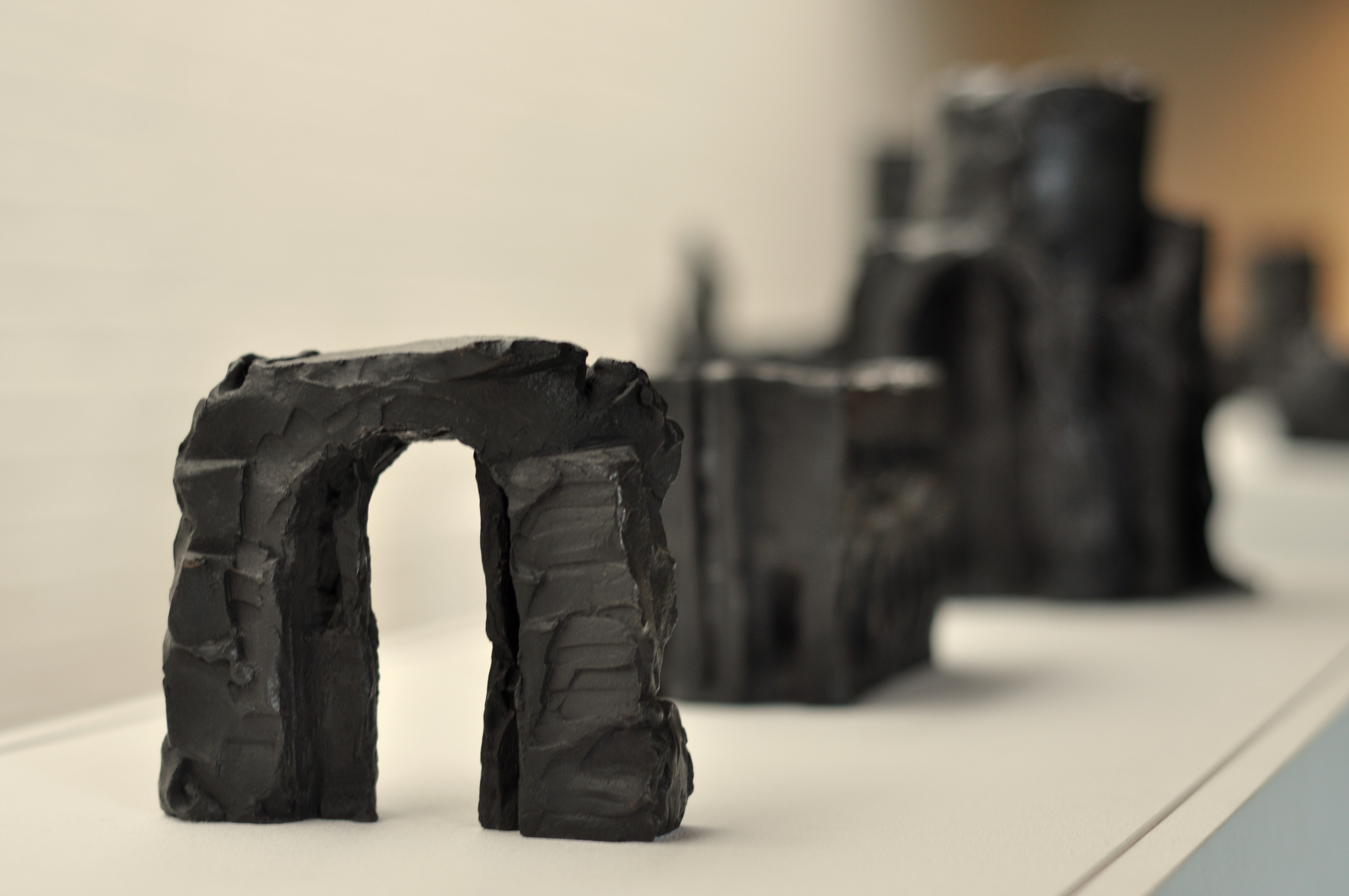
Louisiana Museum of Modern Art, Humlebaek

## Colecciones

### Arte Moderno
Tiene una amplia gama de pinturas, esculturas y videos de arte moderno que datan desde la Segunda Guerra Mundial hasta nuestros días, incluyendo obras de artistas como Roy Lichtenstein, Andy Warhol, Anselm Kiefer, Alberto Giacometti, Pablo Picasso, Yves Klein, Robert Rauschenberg, David Hockney y Asger Jorn. Encaramado sobre el mar, hay un jardín de esculturas entre las dos alas del museo con obras de artistas como Henry Moore, Alexander Calder y Jean Arp.

### Colección Wessel-Bagge
Además de la colección de arte moderno, Luisiana también muestra una colección de arte precolombino. Compuesta por más de 400 objetos, la colección fue una donación de la Fundación Wessel-Bagge en 2001. Es la colección personal que dejó Niels-Wessel Bagge, bailarina, coreógrafa y coleccionista de arte danesa radicada en California, que murió en 1990.

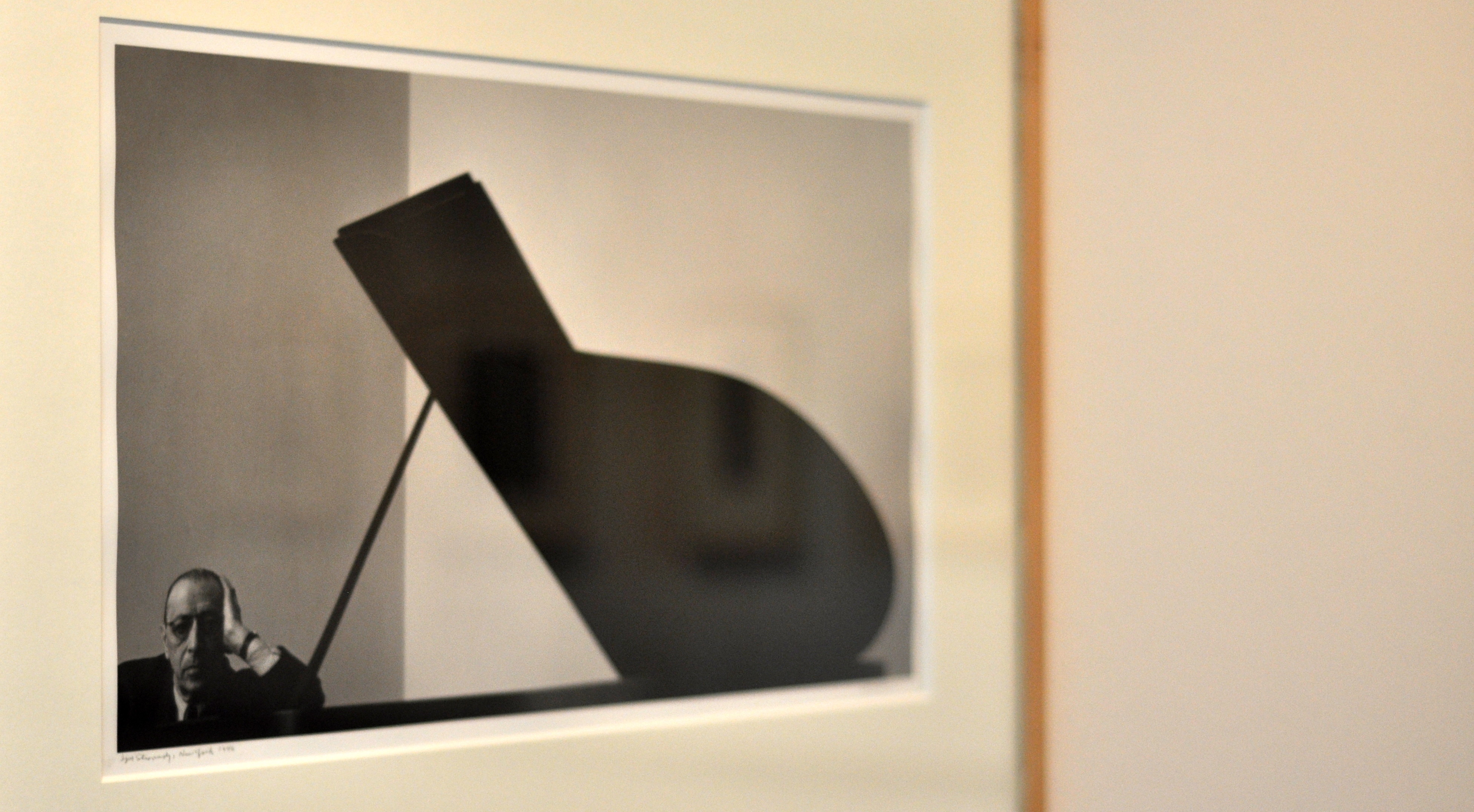
Igor Stravinsky por Arnold Newman. Louisiana Museum of Modern Art, Humlebaek.

## Sala de conciertos
La sala de conciertos fue construida en 1976 en conexión con el ala oeste que se construyó entre 1966 y 1971. Su acústica la hace especialmente adecuada para la música de cámara, pero también se utiliza para otros géneros musicales, así como para una amplia gama de otros eventos y actividades como debates, conferencias y simposios. Las sillas están diseñadas por Poul Kjærholm y la pared posterior está decorada con pinturas creadas para el sitio por Sam Francis.
En 2007 comenzó un proyecto para producir la filmación de conciertos y clips musicales dirigidos por Stéphan Aubé. Todas las películas están disponibles de forma gratuita en el sitio web de Louisiana Music.

## Jardín de esculturas
Los jardines alrededor del museo contienen un jardín de esculturas. Consiste en una meseta y un terreno que se inclina hacia el Øresund y está dominado por enormes y antiguos árboles y vistas panorámicas del mar.
Contiene obras de artistas como Jean Arp, Max Ernst, Max Bill, Alexander Calder, Henri Laurens, Louise Bourgeois, Joan Miró y Henry Moore. Las esculturas se colocan para que puedan verse desde dentro, en patios de esculturas especiales o de forma independiente alrededor de los jardines, formando una síntesis con el césped, los árboles y el mar. También hay ejemplos de arte específico del sitio de artistas como Enzo Cucchi, Dani Karavan y George Trakas.

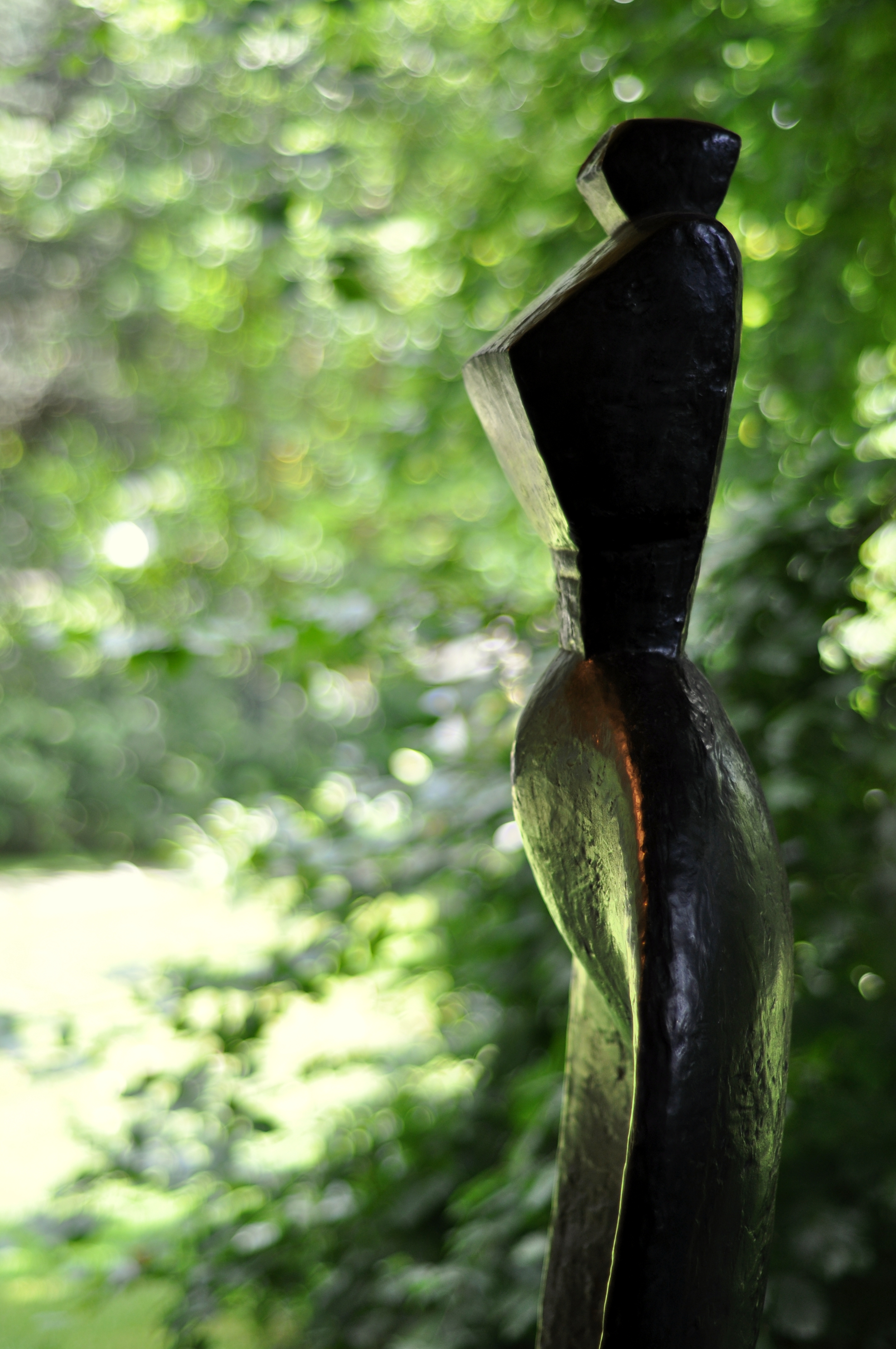
Louisiana Museum of Modern Art, Humlebaek.

## Festival de Literatura de Louisiana
El festival de literatura de Luisiana es un festival anual que se lleva a cabo en el Museo de Arte Moderno de Luisiana. Lanzado en 2010, el festival presenta cada año a unos cuarenta escritores de todo el mundo. Se presentan en escenarios alrededor del museo y en el parque de esculturas, y atraen a más de 10 000 personas cada año.

## Directores
1958 -: Knud W. Jensen
1995 -: Lars Nittve
1998 -: Steingrim Laursen
2000 -: Poul Erik Tøjner

## Ubicación
El museo está ubicado junto a la costa de Øresund, en la región de North Zeeland, a unos 30 km al norte del centro de Copenhague y a 10 km al sur de Elsinore. Desde la estación de tren regional en Humlebæk, se tarda 10-15 minutos en llegar al museo.